# Arthur Rigby
Pour les articles homonymes, voir Rigby.
Arthur Rigby est un acteur et scénariste britannique, né le 27 septembre 1900 à Londres (Royaume-Uni), mort le 25 avril 1971 à Worthing (Sussex de l'Ouest ).

## Filmographie

### Acteur
- 1933 : You Made Me Love You : Brother
- 1935 : Trust the Navy : Lambert Terrain
- 1935 : The Deputy Drummer : Sir Henry Sylvester
- 1936 : The Marriage of Corbal : Major
- 1938 : Hold My Hand : Norman Love
- 1950 : La Lampe bleue (The Blue Lamp) : Policeman at Station
- 1953 : Small Town Story : Alf Benson
- 1953 : Little Red Monkey (TV) : Superintendent Harington
- 1954 : Dangerous Cargo
- 1956 : Behind the Headlines : Hollings
- 1956 : I'm Not Bothered (série TV) : George Gallop
- 1956 : Un détective très privé : Police station sergeant
- 1956 : S.O.S. Scotland Yard (The Long Arm) : Detective-Inspector at Chester
- 1960 : Crossroads to Crime : Sergeant Pearson

### Scénariste
- 1931 : Love Lies
- 1933 : Puppets of Fate
- 1935 : Who's Your Father
- 1935 : Trust the Navy
- 1936 : Hot News